# 迅捷弓背蚁
迅捷弓背蚁（学名：Camponotus festinus）又称马来西亚弓背蚁，是弓背蚁的一种。 由史密斯（Smith）于1857年首次描述。

## 分类
该物种目前共有五个有效的亚种 ，总共包括以下：
- 迅捷弓背蚁另类亚种 Camponotus festinus subsp. cetegus Forel, 1911 疑似于迅捷无太大关系，应升独立种
- 迅捷弓背蚁勤奋亚种 Camponotus festinus diligens Smith, F., 1857 迅捷弓背蚁勤劳亞种
- 迅捷弓背蚁显著亚种 Camponotus festinus subsp. eximius Emery, 1900
- 迅捷弓背蚁指名亚种 Camponotus festinus festinus (Smith,1857) 即该物种的原种
- 迅捷弓背蚁伊内兹亚种 Camponotus festinus inezae Forel, 1913
- 迅捷弓背蚁锡默卢亚种 Camponotus festinus simaluranus Forel, 1915 疑似为勤奋亚种的异名

### 已移除亞種
- 迅捷弓背蚁奥特朗亞种 Camponotus festinus autrani Forel, 1886[6] 现稱為奥特朗弓背蚁

### 分类
该物种由史密斯（Smith）于婆羅洲采集并首次描述。1913年，该物种被弗雷尔（Forel）描述为 C. (Myrmoturba) 亚属的物种。
1921年，该物种又被Santschi描述为恐弓背蚁亚属 C. (Dinomyrmex) 的成员（该亚属于 2016年被上升至独立属）。
但在最后的 1925年，该物种被 Emery描述为细瘦弓背蚁亚属 C. (Tanaemyrmex) 的物种。

### 异议
有人提议将迅捷弓背蚁设为种团。

## 栖息与习性
该物种主要分布于亚洲热带地区的雨林中 ，分布国家包括：印度尼西亚、马来西亚、爪哇岛等一些东南亚热带岛屿。模式产地在婆罗洲，标本从位于海拔340~435米的地方采集，平均为387米。
该物种并不过冬。由于该物种为雨林物种，因此它们较为喜欢24-30℃的中等温度环境（最好不要低於24℃），同时也喜爱雨林的潮湿环境 。它们在烂木或烂掉的植物茎中筑巢。 该物种为单后制度。
牠們通常於
该物种为杂食性蚂蚁，但更偏向肉食性，它们喜欢吃各种节肢动物，同时也喜欢吃甜味食物（比如蜂蜜）

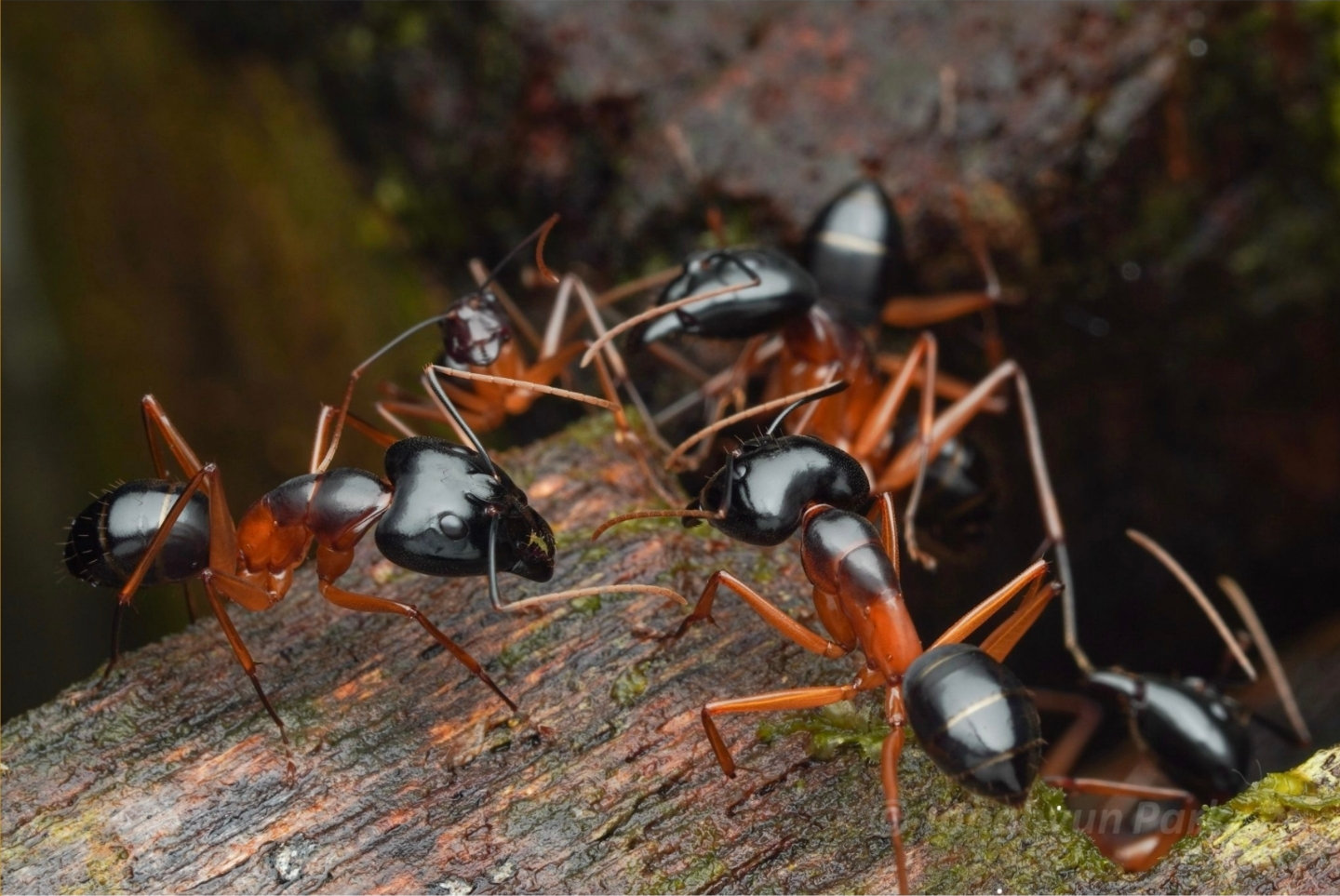
迅捷弓背蚁勤奋亞种的大工圖

## 外观描述
蚁后体長24mm左右（老文献记录为19-21mm，存在压缩数据现象，实际体长更长）；体色黑色且鋥亮；头部呈長方形；颔骨及頭部前部泛紅；胸部下方、两侧后胸部和腿部为淡铁質；腹节呈淡铁锈色及卵形。
小型工蚁体長10mm左右；大型工蚁体長18mm左右，牙齒很長，該特點同样和恐蚁大型工蚁相似。体色相对较有光泽感。 腿部、胸部及腹部前1~2节腹节的颜色为红色，触角末端微微泛红。